# Grenadier (manzana)
Grenadier es el nombre de una variedad cultivar de manzano (Malus domestica). Un híbrido de manzana diploide de Parental desconocido. Registrada por primera vez en 1862 e introducida al comercio alrededor de 1875. Recibió un Certificado de Primera Clase de la Royal Horticultural Society en 1883. La manzana de cocina comercial temprana más cultivada en el Reino Unido. Las frutas son de tamaño mediano con una pulpa blanca, de grano fino, firme, crujiente, jugoso, y picante.

## Historia
'Grenadier' es una variedad de manzana, híbrido de manzana diploide de Parental desconocido. Esta es una variedad de manzana que fue documentada por vez primera en Inglaterra en 1862. Exhibida por el viverista Charles Turner de Slough y posteriormente promovida por George Bunyard de Maidstone. Fue galardonado con un Certificado de Primera Clase por la RHS en 1883. Incluido en el "Manual de frutas" de Robert Hogg de 1884.
'Grenadier' está cultivada en diversos bancos de germoplasma de cultivos vivos tales como en National Fruit Collection (Colección Nacional de Fruta) de Reino Unido donde estuvo cultivada con el número de accesión: 1974-347 y nombre de accesión 'Grenadier (LA 68A)'. También se encuentra ejemplares vivos en el huerto colección de manzanas para la elaboración de sidra del "Tidnor Wood National Collection® of Malus".

## Características
'Grenadier' es un árbol de un vigor moderadamente vigoroso, de tamaño mediano y tienen un hábito extendido. Portador de espuelas. Tolera suelos húmedos y terrenos pesados. Tiene un tiempo de floración que comienza a partir del 5 de mayo con el 10% de floración, para el 11 de mayo tiene una floración completa (80%), y para el 18 de mayo tiene un 90% caída de pétalos.
'Grenadier' tiene una talla de fruto medio con tendencia a grande; forma redonda cónica con tendencia a irregular; con nervaduras de medias a fuertes y corona definida en el extremo de la flor, con altura promedio de 57,00 mm, y ancho promedio de 66,00 mm; epidermis tiende a ser dura algo rugosa con color de fondo es verde pálido que cambia a amarillo pálido cuando está completamente madura, especialmente en el lado expuesto al sol, con un sobre color ausente, presenta numerosas lenticelas de ruginoso-"russeting" de color pardo y tamaño pequeño, ruginoso-"russeting" (pardeamiento áspero superficial que presentan algunas variedades) débil; cáliz es pequeño y cerrado, asentado en una cuenca poco profunda y medianamente ancha, ligeramente arrugada; pedúnculo es de longitud muy corto y de un calibre robusto, colocado en una cavidad con ruginoso-"russeting" pardo verdoso, poco profunda y en forma de embudo; la carne es blanca, de grano fino, firme, crujiente, jugosa, y picante.
Su tiempo de recogida de cosecha se inicia a mediados de agosto. Se mantiene bien hasta tres meses en cámara frigorífica. Es susceptible a la costra.

## Progenie
'Grenadier' tiene en su progenie como Parental-Madre, a la nueva variedad de manzana:
- Sowman's Seedling

## Usos
'Grenadier' es muy utilizada para cocinar en el Reino Unido. Hace una excelente salsa agria. También produce una sabrosa gelatina de manzana, sobre todo para quien gusta comer quesos cremosos. Los pasteles de manzana hechos con Grenadier tienen una acidez y un aroma muy apreciados, pero las rodajas no mantienen bien su forma.

## Ploidismo
Parcialmente autofértil. Grupo de polinización: C, Día 11.

## Susceptibilidades
Resistente a la sarna del manzano, cancro, y mildiú.